# 제13회 미국 감독 조합상
제13회 미국 감독 조합상은 1960년 뛰어난 활동을 보인 영화 감독을 기리기 위해 1961년 2월에 열린 시상식이다. 뉴욕, Waldorf-Astoria Hotel에서 개최되었다.

## 수상 및 후보

### 감독상(영화부문)
- 아파트 열쇠를 빌려드립니다 - 빌리 와일더 수상

### 공로상
- 프랭크 보제즈 수상

### 명예상
- Y. Frank Freeman 수상